# 奥斯卡里·弗里曼
奥斯卡里·弗里曼（芬蘭語：Oskari Friman，1893年1月27日—1933年10月19日），芬兰男子摔跤运动员。他曾代表芬兰参加1920年和1924年夏季奥林匹克运动会摔跤比赛，获得二枚金牌。